# Céline Tran
Céline Tran, pseud. Katsumi, Katsuni (ur. 9 kwietnia 1979 w Lyonie) – francuska trenerka rozwoju osobistego, scenarzystka komiksów, blogerka, pisarka i blogerka. W latach 2001–2013 była aktorką filmów pornograficznych.
Przez ponad dziesięć lat była jedną z gwiazd branży porno, najpierw we Francji i Włoszech, a następnie w Stanach Zjednoczonych. Była także producentką, a okazjonalnie reżyserką. Wielokrotna laureatka branżowych nagród z Las Vegas, Brukseli, Meksyku, Berlina, Pragi, Barcelony i Paryża, w tym trzech AVN dla najlepszej aktorki zagranicznej i dwóch Hot d’Or.
W 2013 wycofała się z branży porno i powróciła do Francji. Następnie używała swojego prawdziwego imienia w różnych działaniach publicznych, m.in. jako aktorka, blogerka, autorka i redaktorka komiksów czy trenerka seksu.

## Wczesne lata
Urodziła się w Lyonie jako córka Francuzki i Wietnamczyka. Po maturze planowała studiować literaturę i nauki humanistyczne, jednak za namową rodziców w wieku osiemnastu lat podjęła studia na wydziale nauk politycznych w Institut d’études politiques w Grenoble w Saint-Martin-d’Hères. Jednak po roku zdecydowała się porzucić Instytut Nauk Politycznych w Paryżu i przez trzy lata studiowała literaturę współczesną. Następnie rozważała karierę nauczyciela. Równolegle dorabiała w klubie nocnym jako tancerka go–go w dyskotece, gdzie została zauważona przez fotografa magazynu „Penthouse”, który zaoferował jej udział w sesji zdjęciowej.

## Kariera w branży porno
W listopadzie 2000 stała się twarzą francuskiej wersji „Penthouse”. Wkrótce zadebiutowała przed kamerami w filmie FM Video Sottopaf et Saccapine font leur cinema (2001). Swój pseudonim zaczerpnęła z mangi. W dwóch filmach Christophe’a Mourthé – AmazoneSex (2001), uhonorowanym AVN Award jako jeden z „500 najlepszych filmów dla dorosłych AVN”, i Sekrety Kama Sutry (Katsumi et le secret du Kamasutra, 2002), jej partnerem był Ramón Nomar. W realizacji Córka Świętego Mikołaja (Strano Natale di Mastrociccio, 2002) ze Steve’em Holmesem jest obserwowana przez wróżkę seksu i Francesco Malcoma. W kostiumowym filmie wojennym Mario Salieriego Faust (2002), uhonorowanym hiszpańską nagrodą Ninfa na Festival Internacional de Cine Erótico de Barcelona w kategorii „Najlepszy hiszpańskojęzyczny film”, wystąpiła w scenie triolizmu (w tym blowjob) z Horstem Baronem i Steve’em Holmesem. Przełomem stał się film Marc Dorcel Video Romans Katsumi (L’affaire Katsumi, 2001), za który w 2002 zdobyła nagrodę na Festival International de Cinéma Érotique de Barcelone (FICEB) jako najlepsza gwiazdka i w 2004 AVN Award za najlepszą scenę seksu w produkcji zagranicznej ze Steve’em Holmesem. W 2003, kiedy miała 24 lata, zaczęła współpracować z wytwórniami pornograficznymi w USA.
14 sierpnia 2013 na Twitterze oznajmiła, że rezygnuje z dalszej kariery jako aktorka filmów pornograficznych.

## Obecność w kulturze masowej
W teledysku do piosenki Miguela Bosé „Down with Love” (Precz z miłością, 2005) z Nacho Vidalem pod wodą w basenie tańczy nago. W 2009 rozpoczęła swoją linię bielizny „Petit Cœur” (Serduszko) i została ambasadorem marki Otaku – oryginał GameWear. W 2014 zagrała w serialu komediowym fantastycznonaukowym Le visiteur du futur.

## Filmografia
| Rok  | Tytuł                                                               | Rola                    | Reżyser                               |
| ---- | ------------------------------------------------------------------- | ----------------------- | ------------------------------------- |
| 2006 | Destricted – nowela We Fuck Alone                                   | w roli samej siebie     | Gaspar Noé                            |
| 2009 | Porn: Business of Pleasure (film dokumentalny)                      | w roli samej siebie     | Melissa Lee                           |
| 2009 | Lascars                                                             | Brigitte (głos)         | Emmanuel Klotz, Albert Pereira-Lazaro |
| 2011 | Xanadu (serial TV)                                                  | Nikkie                  | Jean-Philippe Amar                    |
| 2012 | Les Kaïra                                                           | w roli samej siebie     | Franck Gastambide                     |
| 2013 | Aroused (film dokumentalny)                                         | w roli samej siebie     | Deborah Anderson                      |
| 2014 | Bladed Minds (film krótkometrażowy)                                 | wojownik                | G Ryckewaert                          |
| 2014 | Le Visiteur du futur                                                | La Baronne              | François Descraques                   |
| 2014 | Métal Hurlant Chronicles (serial TV)                                | Xero Trobes Cheerleader | Guillaume Lubrano                     |
| 2015 | Epic fitness (serial TV)                                            | w roli samej siebie     | Slimane-Baptiste Berhoun              |
| 2015 | Studio Bagel – Les Tutos: le noël de Camille (film krótkometrażowy) | kobieta z mieczem       | Ludoc                                 |
| 2017 | Jailbreak                                                           | Madame Butterfly        | Jimmy Henderson                       |

## Nagrody
| Rok  | Nagroda                                | Kategoria                                      | Film                                                         | Inni wykonawcy                                                                                  |
| ---- | -------------------------------------- | ---------------------------------------------- | ------------------------------------------------------------ | ----------------------------------------------------------------------------------------------- |
| 2002 | Ninfa                                  | Najlepsza gwiazdka                             | L’affaire Katsumi (2001)                                     | –                                                                                               |
| 2002 | European X Festival (Bruksela, Belgia) | Nagroda Jury                                   | –                                                            | –                                                                                               |
| 2004 | European X Festival (Bruksela, Belgia) | Najlepsza francuska aktorka                    | –                                                            | –                                                                                               |
| 2004 | Venus Award                            | Najlepsza aktorka europejska                   | –                                                            | –                                                                                               |
| 2004 | Ninfa                                  | Najlepsza aktorka                              | PokerWom (2004)                                              | –                                                                                               |
| 2004 | AVN Award                              | Najlepszy scena seksu analnego – wideo         | Multiple P.O.V. (2003)                                       | Gisselle i Michael Stefano                                                                      |
| 2004 | AVN Award                              | Najlepsza scena seksu w zagranicznej produkcji | L’affaire Katsumi (2001)                                     | Steve Holmes                                                                                    |
| 2005 | AVN Award                              | Najlepszy zagraniczna wykonawczyni roku        | –                                                            | –                                                                                               |
| 2005 | AVN Award                              | Najlepsza scena seksu analnego – wideo         | Lex Steele XXX 3 (2004)                                      | Lexington Steele                                                                                |
| 2005 | AVN Award                              | Najlepsza scena seksu grupowego – film         | Dual Identity (2003)                                         | Savanna Samson i Alex Metro                                                                     |
| 2005 | AVN Award                              | Najlepsza zagraniczna realizacja               | Lost Angels: Katsumi (2004)                                  | –                                                                                               |
| 2005 | XRCO Award                             | Najlepsza scena seksu w parze                  | Lex Steele XXX 3 (2004)                                      | Lexington Steele                                                                                |
| 2005 | Ninfa                                  | Najlepsza aktorka                              | Who Fucked Rocco? (2005)                                     | –                                                                                               |
| 2006 | AVN Award                              | Najlepszy wykonawczyni zagraniczna roku        | –                                                            | –                                                                                               |
| 2006 | AVN Award                              | Najlepsze interaktywne DVD                     | Virtual Katsumi (2005)                                       | –                                                                                               |
| 2006 | AVN Award                              | Najlepsza złośnica                             | Ass Worship 7 (2004)                                         | –                                                                                               |
| 2006 | Venus Paris Fair / EuroEline Awards    | Najlepsza aktorka (Francja)                    | –                                                            | –                                                                                               |
| 2007 | AVN Award                              | Najlepszy zagraniczna wykonawczyni roku        | –                                                            | –                                                                                               |
| 2007 | AVN Award                              | Najlepszy aktorka drugoplanowa – wideo         | Fashionistas Safado: The Challenge (2006)                    | –                                                                                               |
| 2007 | AVN Award                              | Najlepszy scena seksu grupowego – film         | Fuck (2006), reż. Brad Armstrong                             | Carmen Hart, Kirsten Price, Mia Smiles, Erik Masterson, Chris Cannon, Tommy Gunn i Randy Spears |
| 2007 | AVN Award                              | Najlepsza scena seksu dziewczyn                | Fuck (2006), reż. Brad Armstrong                             | Jessica Drake, Felecia i Clara G                                                                |
| 2007 | Ninfa                                  | Najlepsza aktorka                              | French Connexion (2007)                                      | –                                                                                               |
| 2008 | Ninfa                                  | Najoryginalniejsza scena seksu                 | The Fashionistas Safado Berlin 1 (2007), reż. John Stagliano | Melissa Lauren i Nacho Vidal                                                                    |
| 2008 | AVN Award                              | Najlepsza scena triolizmu                      | The Fashionistas Safado Berlin 1 (2007), reż. John Stagliano | Melissa Lauren i Rocco Siffredi                                                                 |
| 2009 | Hot d’Or                               | Najlepsza aktorka Bloga                        | –                                                            | –                                                                                               |
| 2009 | Hot d’Or                               | Najlepsza aktorka francuska                    | –                                                            | –                                                                                               |
| 2011 | AVN Award                              | Najlepsza scena seksu grupowego dziewczyn      | Body Heat (2010)                                             | Kayden Kross, Raven Alexis, Jesse Jane i Riley Steele                                           |
| 2011 | AVN Award                              | Nagroda fanów: Najdziksza scena seksu          | Body Heat (2010)                                             | Kayden Kross, Raven Alexis, Jesse Jane i Riley Steele                                           |
| 2011 | XBIZ Award                             | Wykonawczyni zagraniczna roku                  | –                                                            | –                                                                                               |
| 2012 | XBIZ Award                             | Crossoverowa gwiazda roku                      | –                                                            | –                                                                                               |
| 2012 | Erotic Lounge Award                    | Najlepszy film gonzo                           | W łóżku z Katsuni (In Bed with Katsuni, 2012)                | –                                                                                               |
| 2014 | AVN Award                              | AVN Hall of Fame                               | –                                                            | –                                                                                               |